# مبرهنة إقليدس وأويلر

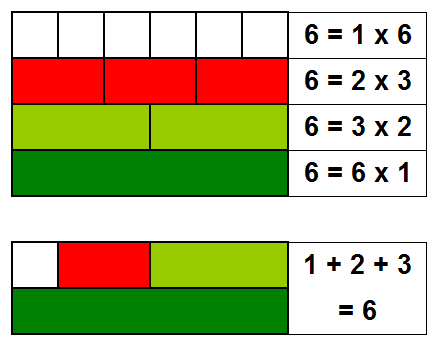
رسم توضيحي للرقم 6 باستخدام قضبان كويزينير : 6 يقبل القسمة على 1 (القضبان البيضاء)، وعلى 2 (القضبان الحمراء)، وعلى 3 (القضبان الخضراء) ومجموع هذه القضبان الثلاثة يعطي 6

مبرهنة أقليدس-أويلر (بالفرنسية: Euclid–Euler theorem)‏ هي مبرهنة في نظرية الأعداد تربط من جهة الأعداد المثالية وأعداد ميرسن من جهة ثانية. تنص هذه المبرهنة على أن عددا زوجيا ما هو عدد مثالي إذا وفقط إذا كُتب على شكل 2p−1(2p − 1) حيث 2p − 1 عدد أولي.
سُميت هذه المبرهنة هكذا نسبة إلى العالمين أقليدس وأويلر. برهن العالم الأول على الجزء الأول من التعبير إذا وفقط إذا، وبرهن الثاني على الجزء الثاني منه.

## التاريخ
برهن أقليدس على أن العدد 2p−1(2p − 1) هو عدد مثالي زوجي كلما كان العدد 2p − 1 أوليا. هي آخر نتيجة تتعلق بنظرية الأعداد، والموجودة في كتاب العناصر لإقليدس.
بعد حوال ألف سنة بعد أقليدس، في حوالي عام 1000، حدس ابن الهيثم أن كل عدد زوجي ومثالي، يكتب على شكل 2p−1(2p − 1) حين يكون العدد 2p − 1 أوليا.